# 凱帆軒

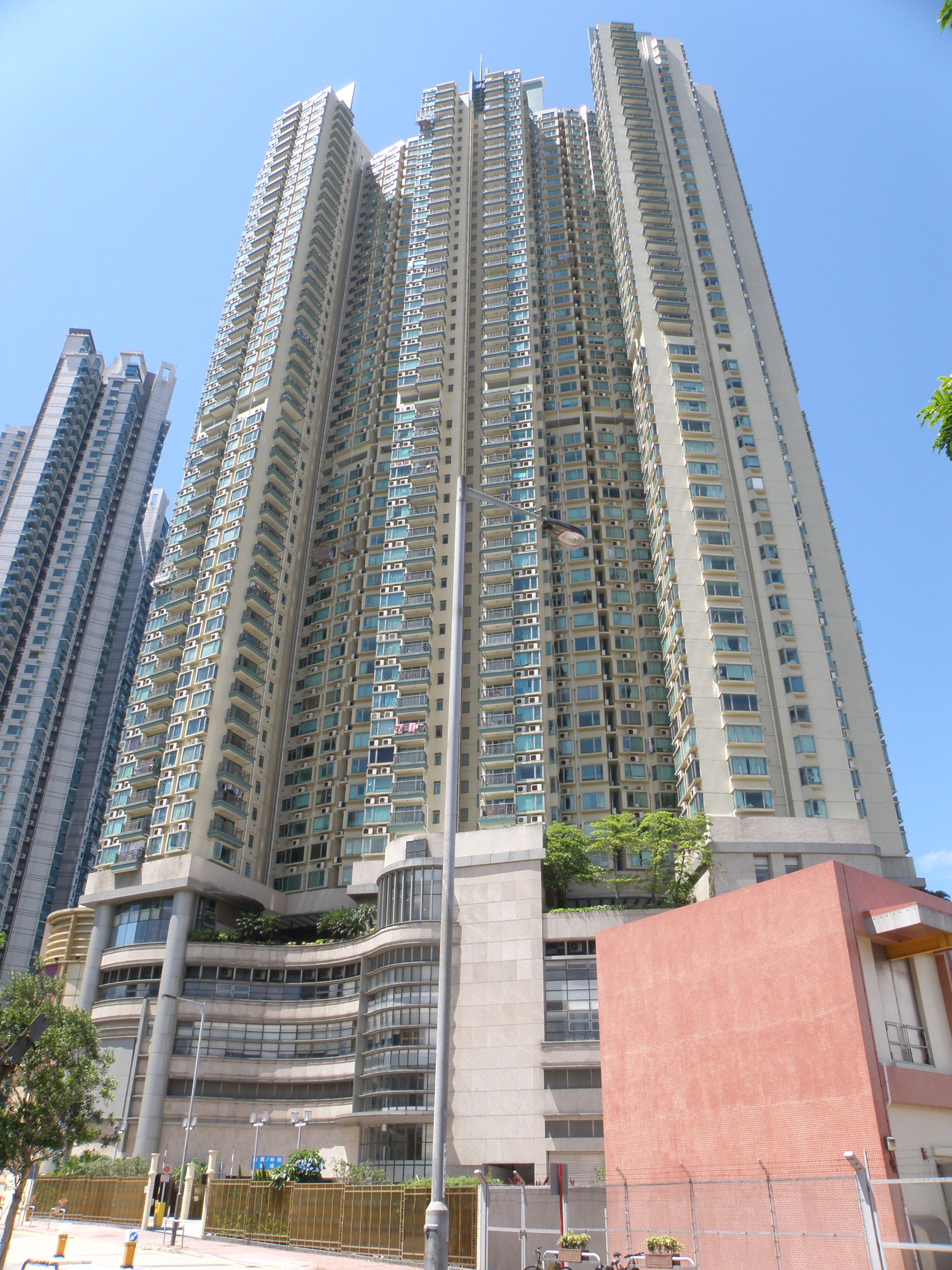
凱帆軒北面

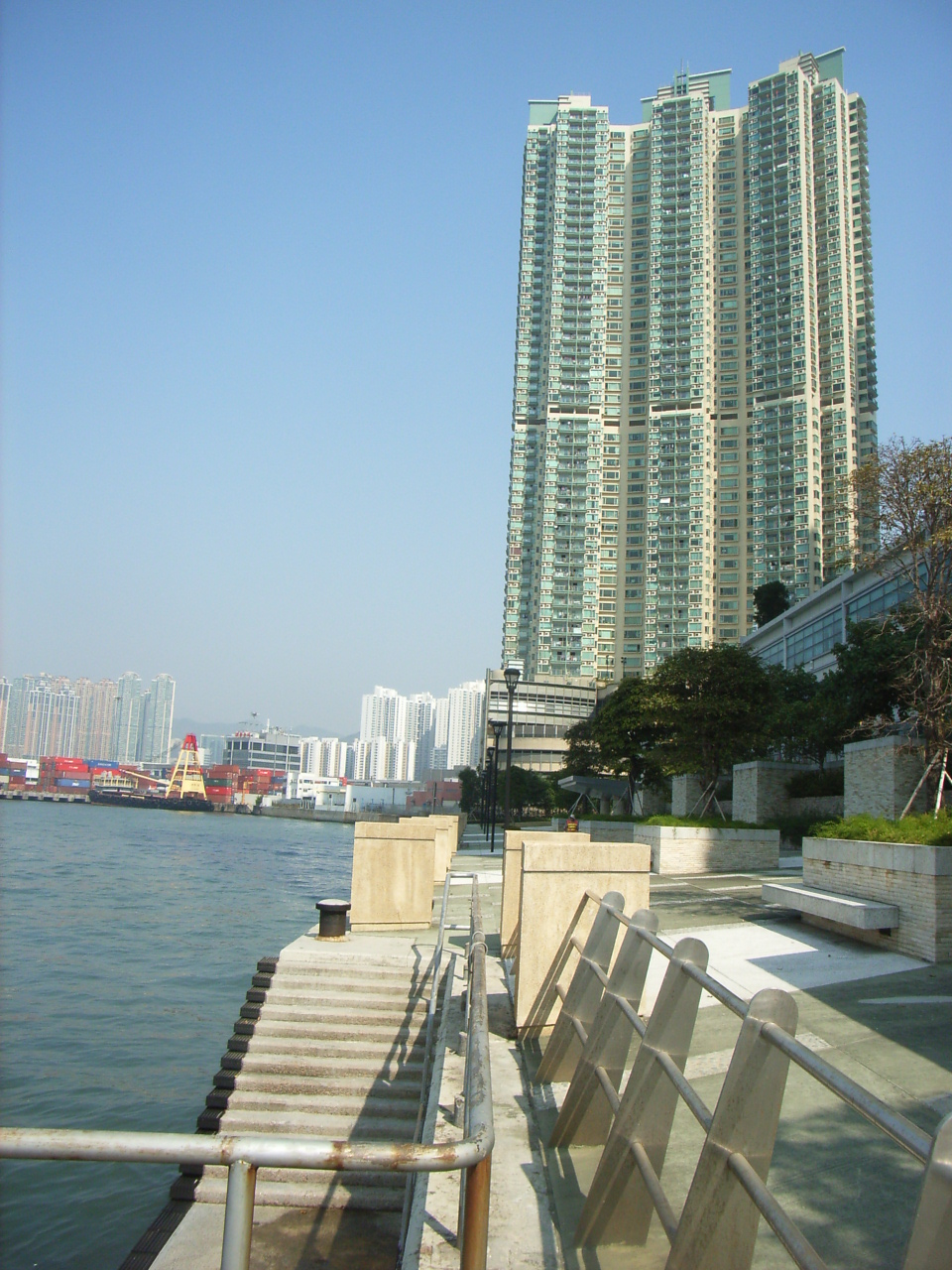
位處海濱的凱帆軒

凱帆軒（英語：Hampton Place）位於香港九龍油尖旺區大角咀海帆道11號，鄰近港鐵奧運站，位處西九龍填海計劃臨海私人屋苑，並由長江實業發展，建築師為興業建築師樓 （页面存档备份，存于），於2003年入伙。

## 設計
凱帆軒共設3座樓高45層住宅大廈並排而建，基座設有商場、大型會所及多層停車場，實用面積426至507平方呎，建築面積587至675平方呎，全部以實用長廳開則，部分有露台，可俯瞰維港海景，亦設有頂層連天台特色單位，物業總數880伙。
凱帆軒的住客會所設有無邊際海景泳池、池畔曬台、大健物室、燒烤區、釣魚區、圖書區、桌球室、室內外兒童遊樂場、宴會廳、大草坪休閒處、桑拿房、按摩池及美容室等康樂設施。
凱帆薈為該屋苑的基座商場，2009年由置富產業信託購入。除了發展商旗下物業管理公司港基物業管理租用作辦公室，現時只有一間幼稚園及一間醫療中心進駐該商場。

## 交通
凱帆軒設有穿梭巴士KR15線來往奧海城，只限使用已登記八達通卡的住客乘搭。

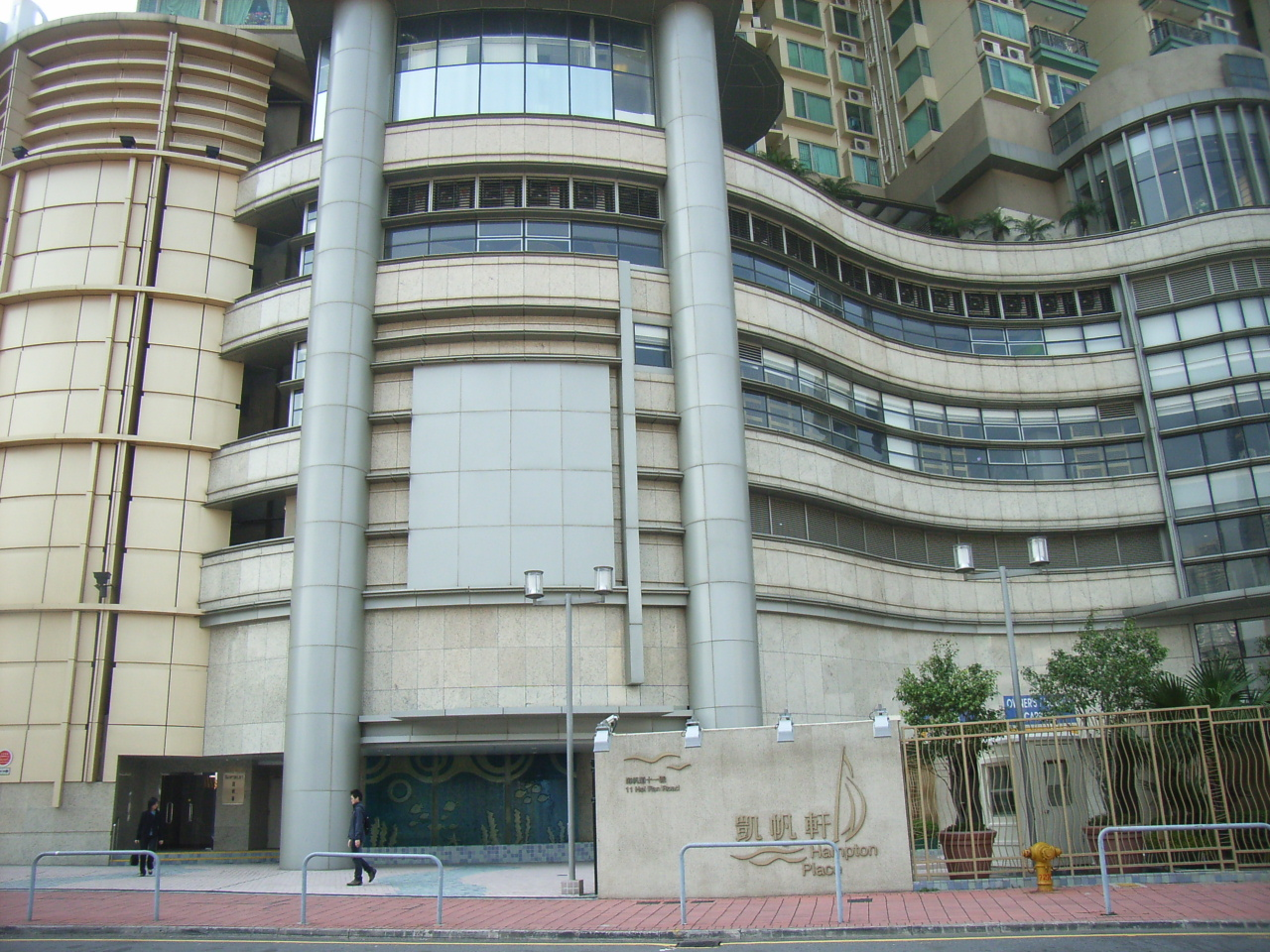
凱帆軒的正門在海帆道，它是一條寧靜的道路

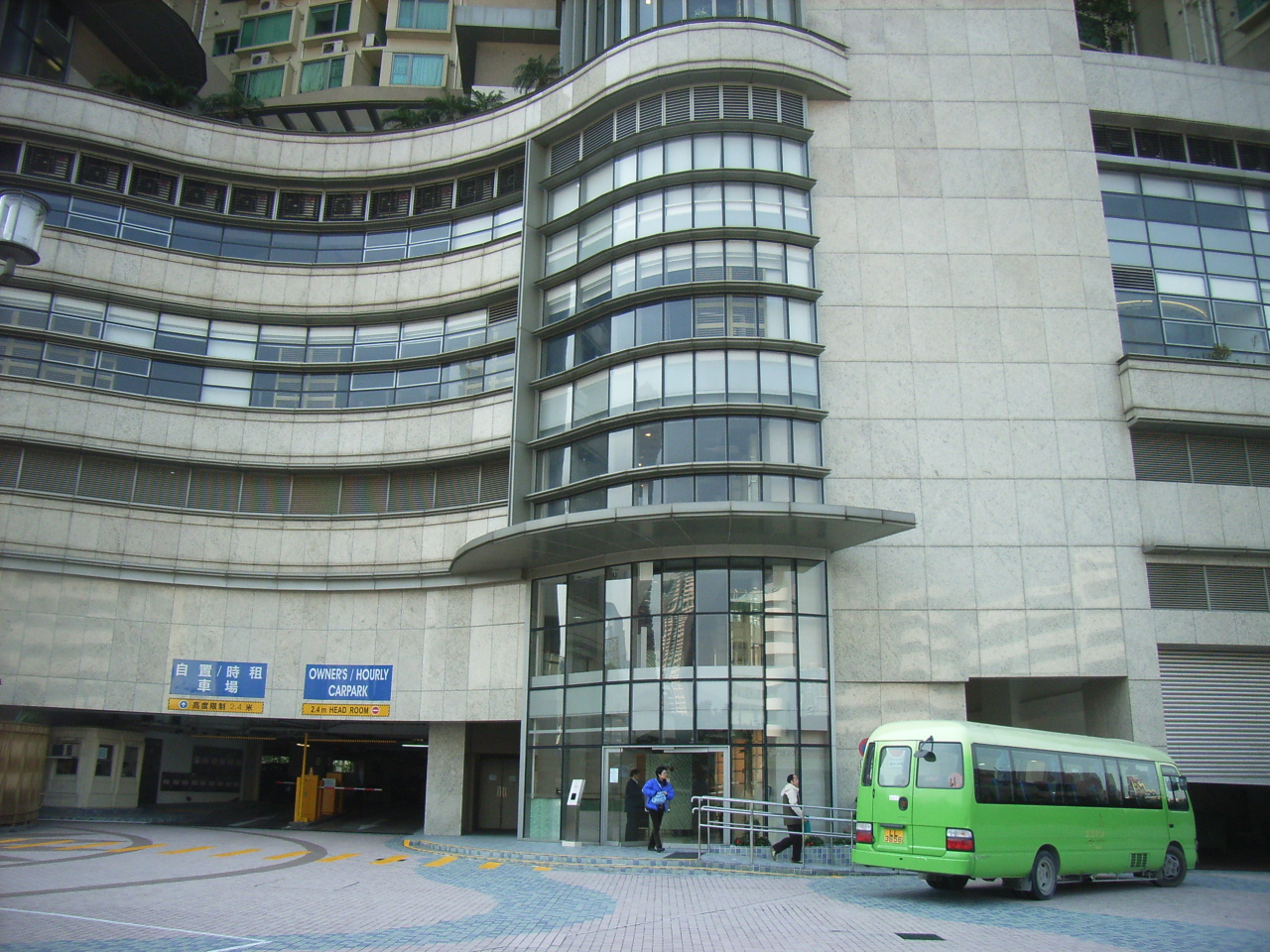
凱帆軒設有停車場及住客專用穿梭巴士（如圖）

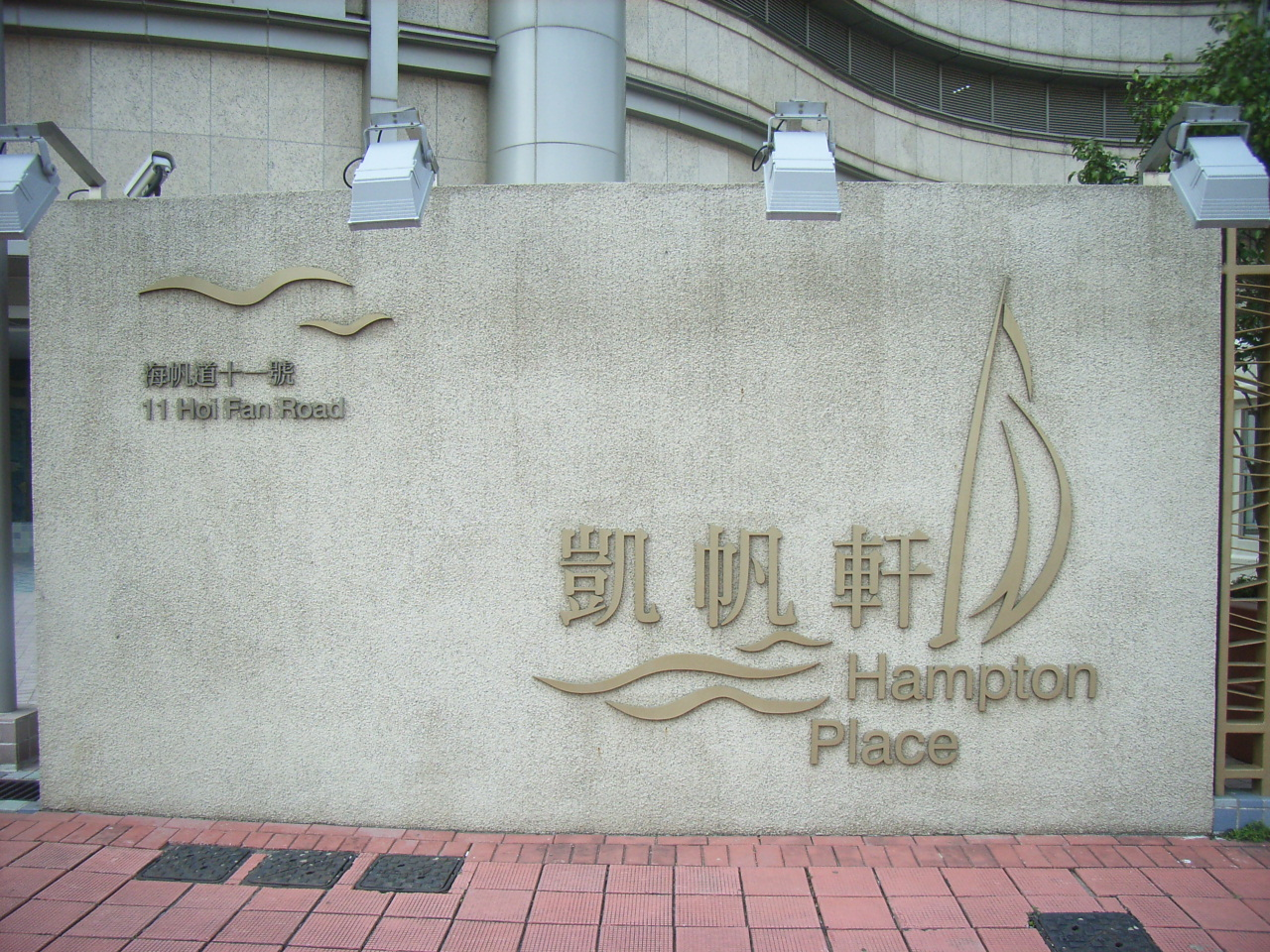
凱帆軒門牌

## 外部連結
1. ↑  . www.fortunereit.com.   [2025-04-08].
2. ↑  . www.fortunemalls.com.hk.   [2025-04-08] （tc）.

- 凱帆軒官方網站 （页面存档备份，存于）
- 港鐵公司 - 奧運站街道圖 （页面存档备份，存于）
- 港鐵公司 - 南昌站街道圖 （页面存档备份，存于）
- 凱帆軒 成交紀錄 （页面存档备份，存于）
- Google衛星圖